# Resolució 1479 del Consell de Seguretat de les Nacions Unides
La Resolució 1479 del Consell de Seguretat de les Nacions Unides fou adoptada per unanimitat el 13 de maig de 2003. Després de reafirmar la Resolució 1464 (2003) sobre la situació a Costa d'Ivori i les resolucions 1460 (2003) i 1467 (2003), el Consell va establir la Missió de les Nacions Unides a Costa d'Ivori (MINUCI) després de determinar la situació al país com una amenaça per a la pau i seguretat internacionals a la regió.

## Resolució

### Observacions
El Consell de Seguretat va començar recordant la importància de la bona relació, la no interferència i la cooperació regional. Va donar la benvinguda als esforços de la Comunitat Econòmica dels Estats de l'Àfrica Occidental (ECOWAS), la Unió Africana i França per promoure una solució pacífica a la guerra civil i va reiterar el seu suport a l'Acord de Linas-Marcoussis.

### Actes
Es va reafirmar el paper del Representant Especial del Secretari General en dirigir el sistema de les Nacions Unides a Costa d'Ivori i, per un període inicial de sis mesos, s'establirà el MINUCI per facilitar la implementació de l'acord de Linas-Marcoussis i complementar les operacions de l'ECOWAS i les forces franceses. També es va aprovar una petita quantitat de personal de suport per: proporcionar assistència al Representant Especial sobre qüestions militars; vigilar la situació militar i la situació dels refugiats i mantenir-se en contacte amb les forces de l'ECOWAS, de França i de les Forces Armades Nacionals de Costa d'Ivori (FANCI). El component d'enllaç militar era compost inicialment per 26 oficials i es prestaria una atenció especial als drets humans, especialment pel que fa a dones i nens, d'acord amb la Resolució 1325 (2000).
Es va demanar a totes les parts de Costa d'Ivori que implementessin plenament l'acord de Linas Marcoussis i la importància de permetre al Govern de Reconciliació Nacional exercir el seu mandat durant el període transitori. Calia portar davant la justícia els responsables de les violacions dels drets humans i del dret internacional humanitari i el Consell va destacar la importància del desarmament, desmobilització i procediments de reintegració inicials. A més, es va demanar a les parts de Costa d'Ivori que cooperessin amb la MINUCI al llarg del seu mandat i vetllessin per la seguretat i llibertat de moviment del seu personal, mentre que l'ECOWAS i les forces franceses havien d'informar periòdicament sobre l'aplicació dels seus mandats .
La resolució va donar la benvinguda a un acord d'alto el foc entre les FANCI i Forces Nouvelles. Es va demanar a tots els estats de la regió que recolzessin el procés de pau a Costa d'Ivori i s'abstinguessin d'accions que podrien minar la seguretat i l'estabilitat del país, inclòs el moviment de grups armats i d'armes a través de les seves fronteres. Es va instar als partits de Costa d'Ivori a abstenir-se de reclutar mercenaris, unitats militars estrangeres i nens soldats.
La resolució 1479 va concloure urgint el suport logístic i financer a la força de l'ECOWAS i que el secretari general Kofi Annan informés cada tres mesos sobre l'aplicació de la resolució actual.